# Ilha Condor
Ilha Condor ( em búlgaro:  остров Кондор       , IPA:   ) é o 320   m de comprimento na direção oeste-leste e 140   m de largura, ilha rochosa, situada na costa norte de Nelson Island, nas Ilhas Shetland do Sul, Antártica .
A ilha recebeu o nome do arrastão de pesca oceânica Kondor, da empresa búlgara Ocean Fisheries - Burgas, cujos navios operavam nas águas do sul da Geórgia, Kerguelen, Ilhas Órcades do Sul, Ilhas Shetland do Sul e Península Antártica, de 1970 até o início dos anos 90. Os pescadores búlgaros, juntamente com os da União Soviética, Polônia e Alemanha Oriental, são os pioneiros da moderna indústria pesqueira antártica. ” 

## Localização
Ilha Condor está localizado no 62° 13′ 58,4″ S, 59° 06′ 02″ O .

## Mapas
- Ilhas Chetland do Sul. Escala 1: 200000, mapa topográfico nº 3373. DOS 610 - W 62 58. Tolworth, Reino Unido, 1968.
- Banco de dados digital antártico (ADD). Escala 1: 250000 mapa topográfico da Antártica. Comitê Científico de Pesquisa Antártica (SCAR). Desde 1993, regularmente atualizado e atualizado.